# King of the Ring (1998)
King of the Ring (1998) — шестое в истории шоу King of the Ring, PPV-шоу производства World Wrestling Federation (WWF, ныне WWE), на котором прошёл двенадцатый турнир «Король ринга». Шоу проходило 28 июня 1998 года на арене «Сивик-арена» в Питтсбурге, Пенсильвания, США.
На шоу было запланировано девять матчей. Главным событием был матч «Первая кровь», в котором Кейн победил Стива Остина в борьбе за титул чемпиона WWF. В финале турнира «Король ринга» 1998 года сразились Кен Шемроком и Скалой, победителем стал Шемрок.
Другим главным матчем был матч «Ад в клетке», в котором Гробовщик победил Мэнкайнда. Майкл Ландсберг из TSN Off the Record в 2002 году назвал матч «возможно, самым знаменитым матчем в истории». Менее чем через две минуты после начала поединка Гробовщик сбросил Мэнкайнда с вершины клетки высотой 5 метров через стол испанских комментаторов. Кадры этого падения с тех пор стали одним из самых используемых и просматриваемых видео в истории рестлинга. Через несколько минут после этого матча, в ещё одном памятном моменте, Гробовщик сбросил Мэнкайнда через верх клетки, ненадолго лишив его сознания.

## Результаты
| №                             | Матч | Тип матча                                                                          | Время |
| ----------------------------- | --- | ---------------------------------------------------------------------------------- | ----- |
| 1                             | «Хэдбэнгеры» (Мош и Трэшер) и Така Мичиноку победили «Кайентай» (Фунаки, Менс Тейо и Дик Того)                                                | Командный матч шести человек                                                       | 6:44  |
| 2                             | Кен Шемрок победил Джеффа Джарретта (с Теннесси Ли)                                                                                           | Полуфинальный матч турнира «Король ринга»                                          | 5:29  |
| 3                             | Скала победил Дэна Северна | Полуфинальный матч турнира «Король ринга»                                          | 4:25  |
| 4                             | «Слишком много» (Брайан Кристофер и Скотт Тейлор) победили Эла Сноу и Голову                                                                  | Командный матч, Джерри Лоулер — специальный рефери                                 | 8:26  |
| 5                             | Икс-пак (с Чайной) победил Оуэна Харта | Одиночный матч                                                                     | 8:30  |
| 6                             | «Изгои нового века» (Билли Ганн и Роуд Догг) (c) (с Чайной) победили «Полуночный экспресс» (Бодрый Барт и Бомбастик Боб) (с Джимом Корнеттом) | Командный матч за командное чемпионство WWF                                        | 9:34  |
| 7                             | Кен Шемрок победил Скалу | Финальный матч турнира «Король ринга»                                              | 14:09 |
| 8                             | Гробовщик победил Мэнкайнда | Матч «Ад в клетке»                                                                 | 17:38 |
| 9                             | Кейн (с Полом Берером) победил Стива Остина (c)                                                                                               | Матч «Первая кровь» за титул чемпиона WWF Если бы Кейн проиграл, он бы поджег себя | 15:58 |
| (c) — чемпион на начало матча | |                                                                                    |       |